# Haydar Zorlu

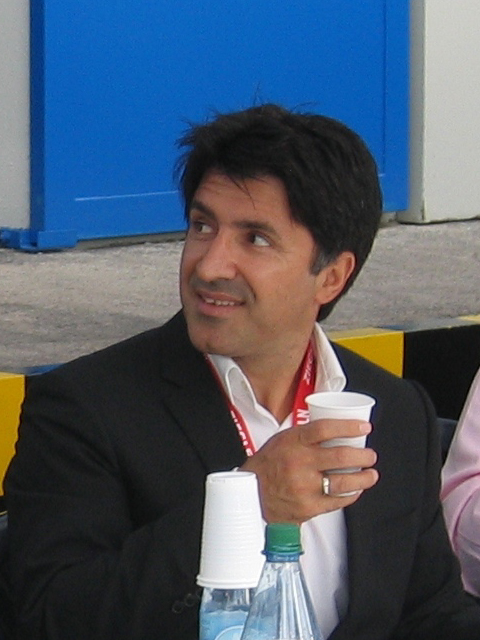
Haydar Zorlu gibt Autogramme zum 10-jährigen Jubiläum der Anrheiner

Haydar Zorlu (* 4. Mai 1967 in Mikail, Karlıova, Türkei) ist ein türkisch-deutscher Schauspieler.

## Leben
Haydar Zorlu gründete 2011 das derzeit einzige deutsch-türkische Theater SanatOdası/KunstRaum in Istanbul. Die Grundschule hat er in der Türkei abgeschlossen. Zorlu lebte ab 1979 in Köln. Seit 2012 pendelt er zwischen Istanbul und Eitorf. Die Liebe zum Theater entdeckte er während seiner Schulzeit am Stadtgymnasium Köln-Porz, wo er unter anderem auch den Bettlerkönig „Peachum“ in Bertolt Brechts Dreigroschenoper spielte. Während er 1988 an der Universität zu Köln studierte, bekam Zorlu seine erste Hauptrolle in dem Kurzfilm Eine türkische Hochzeit, der 1989 den „best short film“-Preis in Barcelona erhielt. Von 1988 bis 1994 studierte Zorlu Germanistik, Romanistik und Politikwissenschaften. Bereits 1989 spielte er in Gerhart Hauptmanns Die Weber die Rolle des „Moritz Jäger“ im Theater Oberhausen. Danach arbeitete Zorlu für zwei Spielzeiten als Ensemble-Mitglied des Kölner Arkadaş Theaters. Weitere Stationen waren das Wupper-Theater, das Kölner Künstler Theater, das Freie Werkstatt Theater (FWT) in Köln und die Christallerie Wadgassen. Am Opernhaus Dortmund spielt Zorlu seit 2009 den Erzähler in Das Märchen vom Märchen im Märchen. Seine Schauspielausbildung absolviert er bei Bob McAndrew in New York, Paris, Barcelona, Madrid und Köln. Nach etlichen Film- und Fernsehproduktionen wie Tatort, Küstenwache und Forsthaus Falkenau spielte Zorlu von 2006 bis 2011 eine der Hauptrollen in der österreichischen Serie Oben ohne unter der Regie von Reinhard Schwabenitzky.

## Filmografie

### Filme
- 1988: Eine türkische Hochzeit, Regie: Pavel Schnabel
- 1996: Der Trainer, Regie: Stefan Krohmer
- 2001: Nothing Less Than the Best, Regie: Judith Hennemann
- 2003: September, Regie: Max Färberböck
- 2003: Worst Case, Regie: Bernd Schaarmann
- 2008: Halbzeit, Regie: Bodo Beuchel
- 2008: Belanglos, Regie: David Pantaleón

### TV (Auswahl)
- 1991–1992: Türkei – Land, Leute und Sprache, Regie: Mathias Laermanns
- 1993: Sterne des Südens, Regie: Berengar Pfahl
- 1993: Tatort – Falsche Liebe, Regie: Susanne Zanke
- 1994: Die Sendung mit der Maus, Regie: Armin Maiwald
- 1997: Ein todsicheres Ding, Regie: Diethard Klante
- 1998: Tatort – In der Falle, Regie: Peter Fratzscher
- 1998: Reise in die Nacht, Regie: Matti Geschonneck
- 1998–2008: Die Anrheiner, Regie: Stefan Jonas, Hannes Spring, Klaus Petsch, Klaus Wirbitzky, Herwig Fischer unter anderem
- 2000: Ein starkes Team – Tödliche Rache, Regie: Konrad Sabrautzky
- 2003: Die Kumpel, Regie: Gabriele Heberling
- 2002: Westentaschenvenus, Regie: Kirsten Peters
- 2003: Wilde Engel, Regie: Axel Sand
- 2003: SOKO 5113 – Match over, Regie: Bodo Schwarz
- 2004: Forsthaus Falkenau – Lebensträume, Regie: Andreas Drost
- 2004–2005: Verschollen, Regie: Norbert Skrovanek, Axel Bock, Heinz Dietz, Micaela Zschieschow unter anderem
- 2005: Küstenwache, Regie: Marcus O. Rosenmüller
- 2006: Esir Kalpler, Regie: Taner Akvardar
- 2006: Ein Fall für zwei – Großmarktfehde, Regie: Charly Weller
- 2006: Verschleppt – Kein Weg zurück, Regie: Hansjörg Thurn
- 2006–2011: Oben ohne, Regie: Reinhard Schwabenitzky
- 2009: Oben ohne – Weihnachts Special „Du heilige Nacht“, Regie: Reinhard Schwabenitzky
- 2010: Oben ohne – Türkei Special „Die türkische Braut“, Regie: Reinhard Schwabenitzky
- 2017: Alarm für Cobra 11 – Die Autobahnpolizei – Die verlorenen Kinder, Regie: Nico Zavelberg
- 2018: Alles was zählt (Fernsehserie)
- 2024: Tiere bis unters Dach (Fernsehserie)

## Theater (Auswahl)
- 1989: Moritz Jäger in „Die Weber“ – Stadttheater Oberhausen
- 1989–1991: Ensemblemitglied des Arkadaş Theaters Köln
- 1995: Agathe, Schlucki, Dieter, Leichi, Kontrolleur unter anderem in „Linie 1“ – Theater in der Christallerie Wadgassen
- 1996: Haroon in „Borderline“ – Wupper-Theater
- 1996: Naim in „Vermummte“ – Wupper-Theater / Freies Werkstatt Theater Köln
- 2005: Entertainer, Thorndyke, Bürgermeister unter anderem in „Die Marx Brothers Radio Show“ – Arkadaş Theater Köln
- 2009: Faust, Mephisto, Gretchen unter anderem in „Goethes Faust – Ein Schauspielsolo mit Haydar Zorlu“ – Stadttheater Oberhausen
- 2010: Faust, Mephisto und Gretchen in „Johann Wolfgang von Goethe`nin eseri Faust – Tek kişilik oyun“ (Türkisch, Premiere am 18. März 2010) – Stadttheater Oberhausen